# Plac Powstańców Śląskich we Wrocławiu
Plac Powstańców Śląskich – plac w formie ronda (plac gwiaździsty) z niewielkim parkiem pośrodku, zlokalizowany w południowej części Wrocławia na osi arterii – ul. Powstańców Śląskich – prowadzącej z centrum miasta na południe i południowy zachód, w kierunku węzła autostradowego A4 w Bielanach Wrocławskich i Świdnicy.
Ma ok. 220 metrów średnicy i składa się z trójpasmowej okrężnej jezdni i zielonego, zadrzewionego placu pośrodku. Do placu gwiaździście z sześciu kierunków (pierwotnie planowano, że będzie ich osiem) docierają ulice: główna dwujezdniowa arteria nosząca dziś nazwę ulicy Powstańców Śląskich wpada od północnego wschodu i wychodzi po przeciwnej stronie – na południowym zachodzie; druga, również dwujezdniowa, wpada od północy jako ul. Zaporoska, a po przeciwnej stronie placu wychodzi zeń jako ul. Sudecka (do roku 1969 obie te ulice miały wspólną nazwę ul. Sudeckiej). Piąta ulica, również dwujezdniowa, to łącząca się z placem od wschodu ul. Kamienna, a szósta to jednojezdniowa ul. Bernarda Pretficza, łącząca się z placem od jego północno-zachodniej strony.

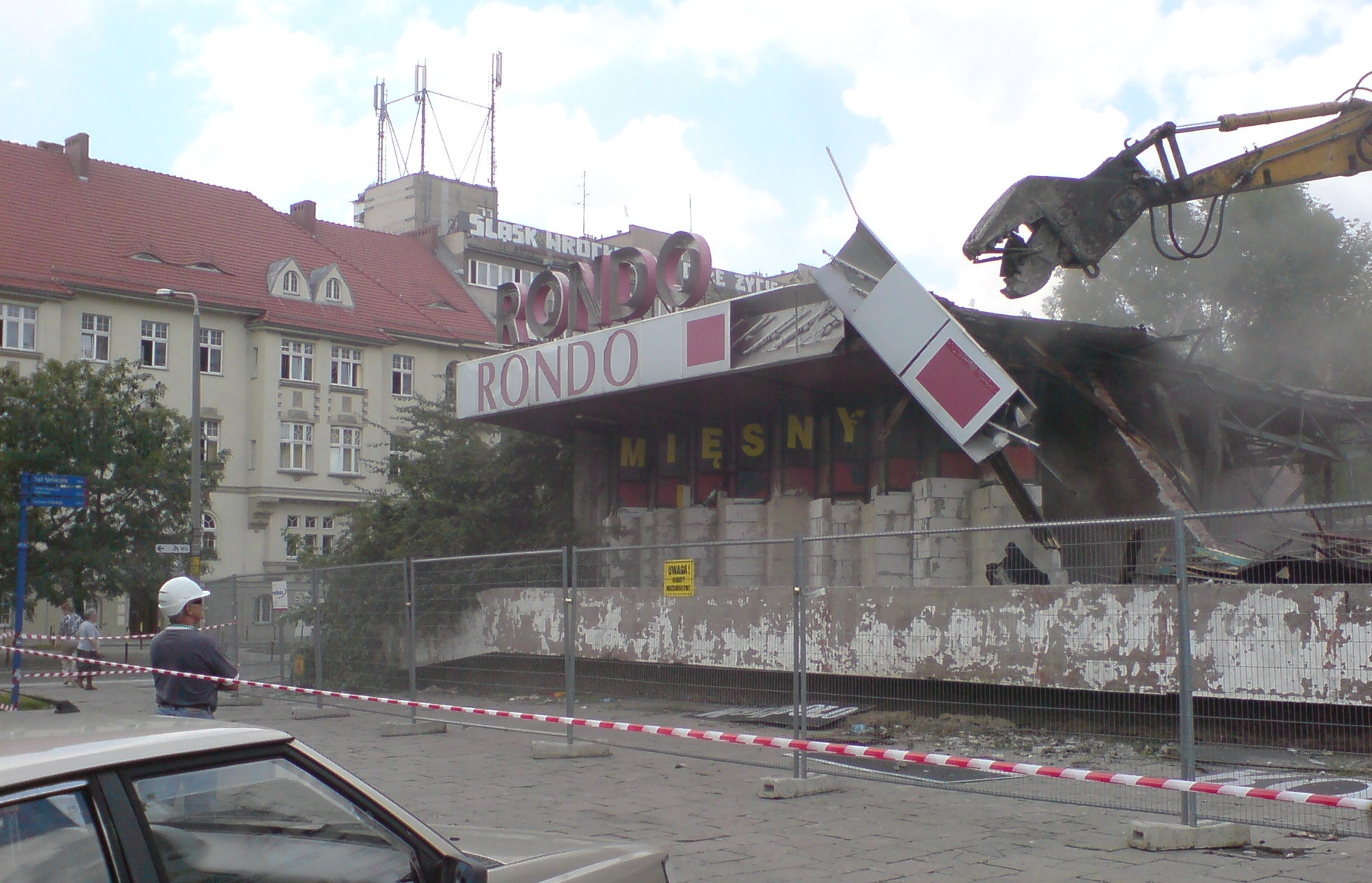
Likwidacja pawilonu „Rondo” przy północnej pierzei pl. Powstańców Śląskich (2008 r.); w głębi widoczne budynki stojące wzdłuż ul. Zaporoskiej

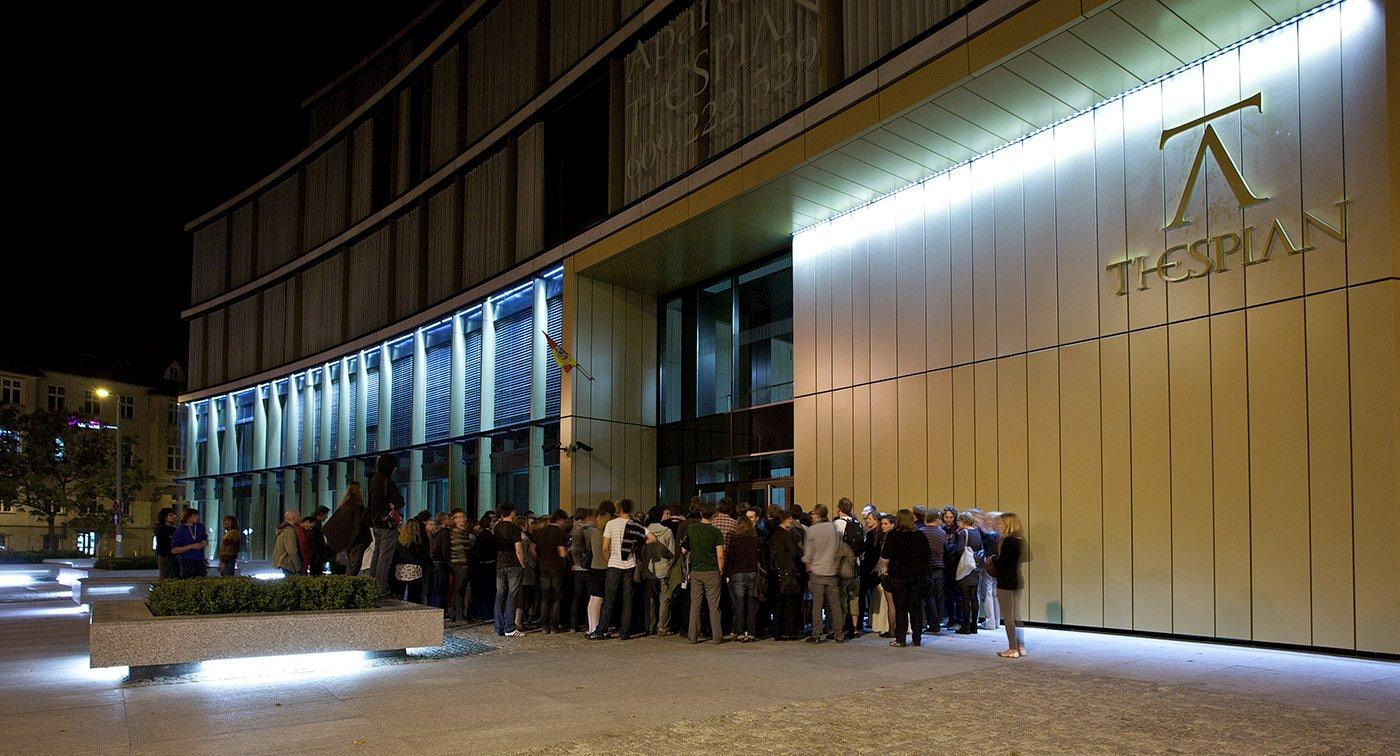
Powstały na miejscu „Ronda” apartamentowiec „Thespian” (Pl. Powstańców Śląskich 1–3); wieczorne zwiedzanie nowo oddanego do użytku obiektu w ramach dolnośląskiego festiwalu architektury (październik 2011 r.)

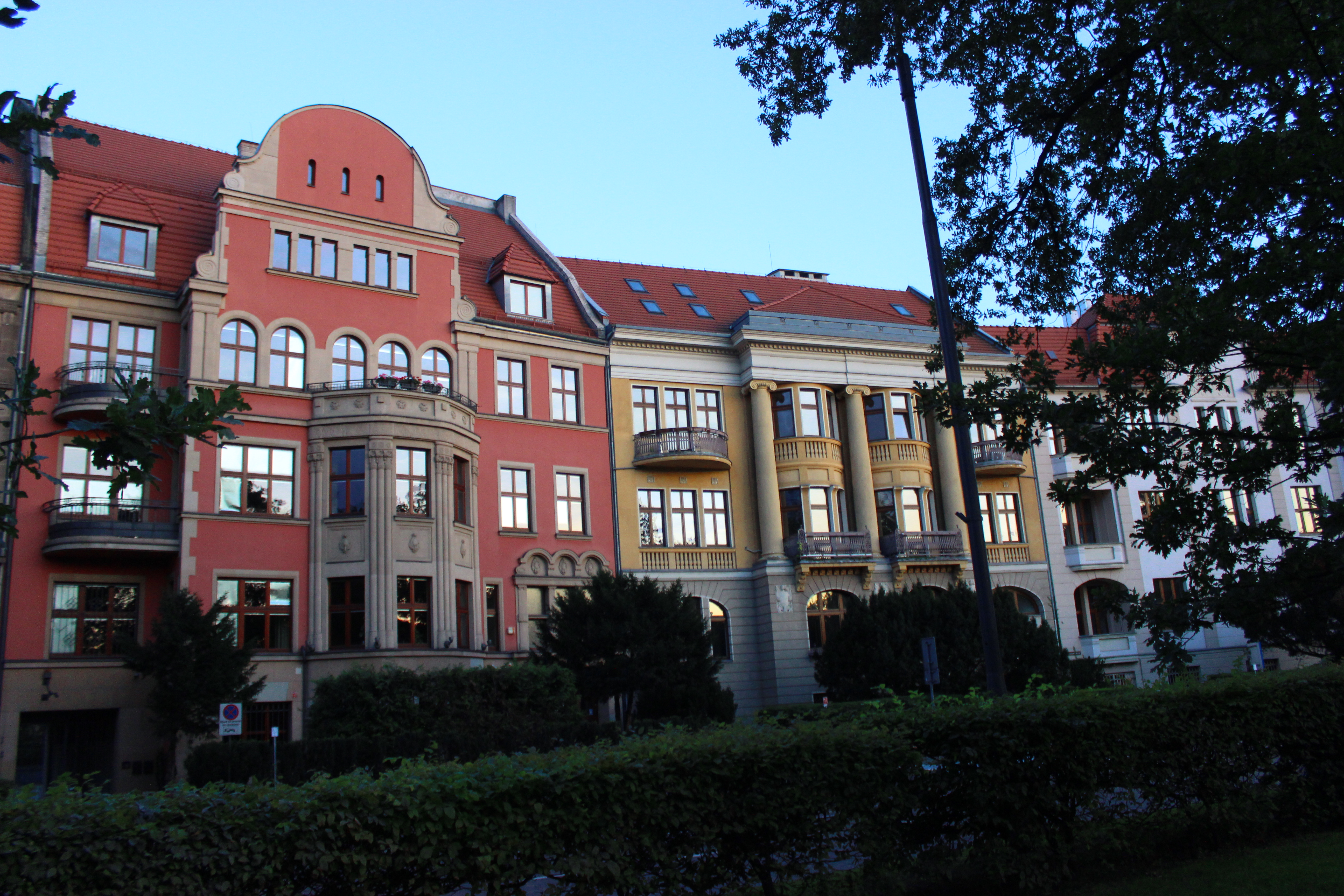
Przykład odrestaurowanej zabudowy wokół placu: kamienica nr 11 (2017 r.)

Zaprojektowany pierwotnie przez architektów i urbanistów Ferdinanda Alexandra Kaumanna i Augusta Hoffmanna w roku 1880 zrealizowany został dopiero kilkanaście lat później, w 1895. Był częścią wielkiego zamierzenia urbanistycznego na południowym ówczesnym przedmieściu Wrocławia, zwanego Kaiser-Wilhelm-Viertel – „Dzielnicą Cesarza Wilhelma” poświęconemu Wilhelmowi I; dziś ta dzielnica pokrywa się w znacznym stopniu z osiedlem Południe. Pierwotnie środkowa część placu miała być placem targowym, dopiero później zmieniono przeznaczenie tego miejsca na cele rekreacyjne
Pierwszym patronem nowego placu został cesarz Wilhelm I Hohenzollern (stąd pierwotna nazwa: Kaiser-Wilhelm-Platz), później prezydent Rzeszy (Reichs-Präsident-Platz), wreszcie od 1934 marszałek Paul von Hindenburg (Hindenburg Platz). Polską nazwę placu Powstańców Śląskich nadano w roku 1945.
Wokół placu zaprojektowano i wzniesiono okazałe kamienice i gmachy użyteczności publicznej (wśród nich m.in. w 1911 w południowej części, między dzisiejszymi ul. Powstańców a Sudecką, gmach Królewskiego Urzędu Górniczego Oberbergamt); dziś w gmachu tym, przy pl. Powstańców Śl. 20, mieści się dyrekcja spółki Tauron Dystrybucja Serwis. W parku pośrodku placu ustawiono po I wojnie światowej pomnik 51. regimentu piechoty pruskiej. W 1945 pomnik ten został zburzony, a na jego miejscu 6 października 1964 wzniesiono Pomnik Poległych Milicjantów dłuta wrocławskiego rzeźbiarza Jerzego Boronia (1924–1986), zlikwidowany 23 maja 1991.
Do roku około 1937 przejeżdżające przez plac tramwaje jeździły jezdnią wokół placu, dopiero po przebudowaniu dzisiejszej ulicy Powstańców Śląskich na dwujezdniową arterię z linią tramwajową pośrodku skierowano tramwaje przez środek placu (po jego średnicy); wcześniej zlikwidowano linie, które wjeżdżały i wyjeżdżały dzisiejszymi ulicami Sudecką i Zaporoską.
Podczas II wojny światowej natarcie Armii Czerwonej skierowane było od południa w stronę centrum, toteż zabudowa wokół placu w znacznej części legła w gruzach. Aż do roku 2009 niezabudowana pozostawała część pomiędzy dzisiejszymi ulicami Sztabową a Pretficza, w kwartale ulic, gdzie niegdyś mieścił się popularny établissement zwany „Górką Friebego” (Friebeberg), a na zniszczonym w 1945 terenie między Zaporoską a ul. Powstańców Śląskich w latach 60. postawiono niski pawilon handlowy (tzw. „sklep Rondo”), który w 2008 został zlikwidowany. Na jego miejscu powstał apartamentowiec „Thespian”, oddany do użytku w 2011 roku.